# Королевка (Рязанская область)
Королевка — деревня Стрелецко-Высельского сельского поселения Михайловского района Рязанской области России.

## Население
| 2010 |
| ---- |
| 101  |